# Тропарь
Тропа́рь (от греч. τροπάριον) в Православной церкви — одно из кратких молитвенных песнопений, в котором раскрывается сущность праздника, прославляется и призывается на помощь священное лицо. В широком смысле — понятие, включающее в себя разнообразные (но, как правило, небольшие) формы гимнографии.

## Происхождение и значение термина
В отношении этимологии термина нет полной ясности, однако:
- Значение этого слова у древних эллинов объяснялось как «лад, пение». Все их напевы — миксолидийский, лидикийский и другие, назывались тропарями[2];
- Большинство лингвистов склоняется ко мнению, что он образован от греч. τρέπω — обращать, кружить (сравн. Тропический круг). Круг у древнегреческих философов считался идеальной законченной формой, в том числе и молитвенной;
- Слово тропарь могло появиться от искажения др.-греч. στροφή — «строфа», имеющего то же самое смысловое значение поворот, периодически повторяющийся в группе стихов (строф), объединённых каким-либо признаком. Поэтому в греческих богослужебных книгах термином «τροπάριον» обозначаются тропари канонов, а также могут называться стихиры, и только отпустительный тропарь называется «ἀπολυτίκιον»[3];
- Возможно, от греч. τροπαία — победный знак, трофей; в таком случае его смысл: прославить победу мученика над язычеством, преподобного — над страстями, или Самого Спасителя — над смертью[4];
- Не исключена связь этого слова с греч. τρόπος — образец, способ пения.

## История
Исторически тропарь был исходным элементом православной гимнографии; первоначально — краткий припев к определённым местам литургического песнопения; был введён в IV веке, вытеснив теософические гимны I—III веков, не удержанные Церковью, как своеобразный музыкально-поэтический комментарий к священному тексту, словесная икона события Священной истории или празднуемого святого. Возникнув на смешанной почве греческой и ближневосточной культуры, уже к V веку эволюционировал в особый текстомузыкальный жанр.
Ритмическая проза ранних тропарей переросла в стихи, метрика которых с распадом античной просодии и под влиянием семитической поэзии (особенно св. Ефре́ма Си́рина) стала опираться на словесное ударение.
Значительная часть тропарей входила в единый комплекс песнопений тропарно-стихирного типа, предположительно сложившийся к VII веку и носивший название Трополо́гий (Τροπολόγιον), который впоследствии распался на:
- Октоих (богослужебные тексты седмичного круга),
- Минею (тексты неподвижного годового круга богослужений) и
- Триодь (тексты подвижного — пасхального круга).

Позже появился другой богослужебный сборник тропарей — «Тропарио́н», приспособленный для пения на многолюдных клиросах.

## Виды тропарей

### Отпустительный тропарь
Отпустительный тропарь в каждом богослужении, обычно, только один, и его часто обозначают как тропарь праздника или тропарь святого. Он имеет самостоятельную тропарную мелодию на один из 8-ми вариантов гласов. Тропарные мелодии распространяются на предваряющие этот тропарь 4-кратно повторяемые утренние и молебные диаконские возглашения (из Пс. 117:27,26): «Бог Госпо́дь и яви́ся нам, благослове́н Гряды́й во и́мя Госпо́дне» (или «Аллилу́иа») со стихами, а также на Богородичны, прикрепляемые к отпустительным тропарям через «Слава.: И ныне.:».
В узком значении богослужебного обихода Русской православной церкви термин Тропарь в основном используется в значении тропаря отпустительного, то есть отдельного краткого молитвенного песнопения, прославляющего данный праздник, святого или явление иконы, пое́мого/читаемого перед отпустом в конце некоторых богослужений суточного круга:
- В первый раз отпустительный тропарь звучит на вседневной (в великие праздники — на малой) вечерне после «Ныне отпущаеши…» и «Трисвятого» по «Отче наш…». На великой вечерне поётся от одного до трёх раз, но в воскресные дни заменяется троекратным пением тропаря вечерни «Богородице Дево, радуйся…». Этим же песнопением (вместе со следующими за ним тремя другими) отпустительный тропарь заменяется и на аллилуйных богослужениях в будние дни многодневных постов с сотворением трёх земных поклонов. Поэтому отпустительный тропарь пишется/печатается в конце вечерни с выделением большой самой первой его буквы.
- В конце первой части великого повечерия после исповедания веры и «Трисвятого» по «Отче наш…» на Рождество Христово  и на Богоявление торжественно поётся тот же самый отпустительный тропарь, что уже пелся в этот день на славлении перед отпустом Литургии сочельника. На малом повечерии отпустительный тропарь также повторяется.
- На вседневной полунощнице из отпустительных тропарей используются заупокойные тропари суббот второй, третьей и четвёртой седмиц Великого поста: «Помяни́, Го́споди, я́ко благ, рабы Твоя́…»[7], и субботы мясопустной: «Глубино́ю му́дрости человеколю́бно вся́ стро́яй…»[8].
- На утрене отпустительный тропарь является первым изменяемым песнопением. Обычно после 4-кратного «Бог Госпо́дь…» этот тропарь поётся дважды, после чего «Слава.: И ныне.:» с Богородичным из третьего или четвёртого приложений Минеи. В конце утрени (после Трисвятого) этот же тропарь снова поётся (почти всегда с Богородичным). Однако воскресный тропарь 1-го, 3-го, 5-го и 7-го гласов заменяется на отпустительный тропарь «Дне́сь спасе́ние ми́ру бы́сть…», а воскресный тропарь 2-го, 4-го, 6-го и 8-го гласов — на «Воскре́с из гро́ба и у́зы растерза́л еси́ а́да…».
- На обычных часах отпустительный тропарь читается после трёх псалмов на «Слава Отцу и Сыну и Святому Духу». Если на какой-либо день пришлось сразу два праздника, то сначала читается тропарь большего праздника, → затем «Слава…», → тропарь меньшего праздника, → «И ныне», → Богородичен данного часа и его продолжение. Если случилось три церковных праздника в один день, то отпустительные тропари (и кондаки) на часах чередуются.
- На Литургии оглашенных после входа с Евангелием могут петься сразу несколько отпустительных тропарей: праздника (на Вход Господень в Иерусалим поётся оба тропаря праздника), храма, дня седмицы (в четверг два тропаря), рядового святого (часто бывает два святых, каждый со своим тропарём), заупокойный. В конце Литургии верных тропарь Пасхи «Христо́с воскре́се из ме́ртвых…» может петься многократно. После Литургии в великие праздники совершается славле́ние с пением отпустительного тропаря.
- На молебнах количество отпустительных тропарей может достигать нескольких десятков: Господу благодарственный, о болящих, о путешествующих, об учащихся…, Владимирской иконе Божией Матери, Казанской, Смоленской…, разным святым…
- В домашних молитвах использование отпустительныого тропаря не регламентировано строго, как на общественных богослужениях в храме. По благочестивому обычаю, этот тропарь, как наиболее часто употребляемое и запоминающееся молитвословие праздника, читается по дороге в храм, мимо храма, и из храма, а также добавляется к ежедневному утреннему и вечернему правилу, к молитвам перед Святым Причащением, в двунадесятые праздники и дни их попраздненств — перед приёмом пищи и перед учебными занятиями.

Многие тропари (например, апостолам) отличаются только по имени, вставляемому в единый для всех апостолов текст:
Апо́столе святы́й Матфи́е, / моли́ Ми́лостиваго Бо́га, / да прегреше́ний оставле́ние // пода́ст душа́м на́шим
У некоторых малых и новопрославленных святых нет своего отдельного отпустительного тропаря, поэтому в их службах используется «о́бщий тропарь», сообразно их лику святости. Эти же общие тропари используются в случае, когда отсутствует полный текст тропаря какого-либо святого, или какого-либо церковного праздника, что до появления массового книгопечатания было распространённым явлением:
| Тропарь Всеми́лостивому Спасу, глас 8-й:                                   | «С вы́шних призира́я, убо́гия прие́мля, / посети́ нас, озло́бленныя грехи́, Влады́ко Всеми́лостиве, // моли́твами Богоро́дицы да́руй душа́м на́шим ве́лию ми́лость.» |
| Тропарь в Богородичные праздники, глас 4:                                 | «К Богоро́дице приле́жно ны́не притеце́м,/ гре́шнии и смире́ннии, и припаде́м,/ в покая́нии зову́ще из глубины́ души́:/ Влады́чице, помози́, на ны милосе́рдовавши,/ потщи́ся, погиба́ем от мно́жества прегреше́ний,/ не отврати́ Твоя́ рабы́ тщи,// Тя бо и Еди́ну наде́жду и́мамы.» |
| Тропарь Архангелам, глас 4                                                | «Небе́сных во́инств Архистрати́же,/ мо́лим тя при́сно мы недосто́йнии,/ да твои́ми моли́твами огради́ши нас/ кро́вом крил невеще́ственныя твоея́ сла́вы,/ сохраня́я ны, припа́дающия приле́жно и вопию́щия:/ от бед изба́ви ны,// я́ко чинонача́льник Вы́шних Сил.» |
| Тропарь Праотцев, глас 2:                                                 | «Ве́рою пра́отцы оправда́л еси́, / от язы́к те́ми предобручи́вый Це́рковь: / хва́лятся в сла́ве святи́и, / я́ко от се́мене их есть Плод благосла́вен, / без се́мене Ро́ждшая Тя. // Тех моли́твами, Христе́ Бо́же, поми́луй нас.» |
| Тропарь Святых отцов, глас 8:                                             | «Препросла́влен еси́, Христе́ Бо́же наш, / свети́ла на земли́ отцы́ на́ша основа́вый / и те́ми ко и́стинней ве́ре вся ны наста́вивый, // Многоблагоутро́бне, сла́ва Тебе́.» |
| Тропарь пророка, глас 2:                                                  | «Проро́ка Твоего́ (имярек) па́мять, Го́споди, пра́зднующе,/ тем Тя мо́лим:// спаси́ ду́ши на́ша.» |
| Апостола, глас 3:                                                         | «Апо́столе святы́й (имярек),/ моли́ Ми́лостиваго Бо́га,/ да прегреше́ний оставле́ние// пода́ст душа́м на́шим.» |
| Святителя, глас 4:                                                        | «Пра́вило ве́ры и о́браз кро́тости,/ воздержа́ния учи́теля/ яви́ тя ста́ду твоему́,/ я́же веще́й и́стина:/ сего́ ра́ди стяжа́л еси́ смире́нием высо́кая,/ нището́ю бога́тая,/ о́тче (имярек),/ моли́ Христа́ Бо́га// спасти́ся душа́м на́шим.» |
| Святителей, Священномучеников, Преподобномучеников и Преподобных, глас 4: | «Бо́же оте́ц на́ших,/ творя́й при́сно с на́ми по Твое́й кро́тости,/ не отста́ви ми́лость Твою́ от нас,/ но моли́твами их// в ми́ре упра́ви живо́т наш.» |
| Мученика, глас 4:                                                         | «Му́ченик Твой, Го́споди, (имярек),/ во страда́нии свое́м вене́ц прия́т нетле́нный от Тебе́, Бо́га на́шего:/ име́яй бо кре́пость Твою́,/ мучи́телей низложи́,/ сокруши́ и де́монов немощны́я де́рзости./ Того́ моли́твами// спаси́ ду́ши на́ша.» |
| Мученицы и Преподобномученицы, глас 4:                                    | «А́гница Твоя́, Иису́се, (имярек),/ зове́т ве́лиим гла́сом:/ Тебе́, Женише́ мой, люблю́,/ и Тебе́ и́щущи страда́льчествую,/ и сраспина́юся и спогреба́юся креще́нию Твоему́,/ и стражду́ Тебе́ ра́ди,/ я́ко да ца́рствую в Тебе́, и умира́ю за Тя,/ да и живу́ с Тобо́ю,/ но я́ко же́ртву непоро́чную приими́ мя с любо́вию поже́ршуюся Тебе́./ Тоя́ моли́твами,// я́ко ми́лостив, спаси́ ду́ши на́ша.» |
| Мученицы и Исповедницы Российской XX века, глас 4:                        | «Благоче́стно в зако́не Госпо́дни пожи́вши, / ве́ру правосла́вную сохрани́ла еси́, / и терпе́нием гони́тели Це́ркве Ру́сския посрами́вши, / сме́рть за Христа́ прия́ла еси́, / му́ченице сла́вная (имярек), / Престо́лу Бо́жию предстоя́щи, // моли́ спасти́ся душа́м на́шим.» |
| Мучениц, глас 1:                                                          | «А́гницы слове́сныя/ А́гнцу и Па́стырю приведо́стеся муче́нием ко Христу́,/ тече́ние сконча́вше, и ве́ру соблю́дше./ Те́мже днесь ра́достною душе́ю соверша́ем, досточу́дныя,/ святу́ю ва́шу па́мять,// Христа́ велича́юще.» |
| Священномученика, глас 4:                                                 | «И нpа́вом пpича́стник,/ и пpесто́лом наме́стник апо́столом быв,/ дея́ние обpе́л еси́, Богодухнове́нне,/ в виде́ния восхо́д,/ сего́ pа́ди сло́во и́стины испpавля́я,/ и ве́pы pа́ди постpада́л еси́ да́же до кpо́ве,/ священному́чениче (имярек),/ моли́ Хpиста́ Бо́га// спасти́ся душа́м на́шим.» |
| Священномученика Российского XX века единаго, архиерея или иерея, глас 3: | «Це́ркве Ру́сския сто́лпе непоколеби́мый, / благоче́стия пра́вило, / жития́ ева́нгельского о́бразе, / священному́чениче (имярек), / Христа́ ра́ди пострада́вый да́же до кро́ве, / Его́же моли́ усе́рдно, / я́ко Нача́льника и Соверши́теля спасе́ния, / Русь Святу́ю утверди́ти в Правосла́вии // до сконча́ния ве́ка.» |
| Преподобномученика, глас 8:                                               | «В тебе́, о́тче, изве́стно спасе́ся, е́же по о́бразу:/ прии́м бо крест, после́довал еси́ Христу́,/ и де́я учи́л еси́ презира́ти у́бо плоть, прехо́дит бо,/ прилежа́ти же о души́, ве́щи безсме́ртней.// Те́мже и со А́нгелы сра́дуется, преподо́бне (имярек), дух твой.» |
| Преподобномученика Российского XX века, глас 1:                           | «Ве́рный учени́к Христа́ да́же до сме́рти быв, / преподобному́чениче (имярек) приснопа́мятне, / по́двиги бо поста́ и кро́вию муче́ний / зе́млю Ру́сскую освяти́л еси́. / Те́мже и мы, ча́да твоя́, любо́вию вопие́м ти: / сла́ва да́вшему ти кре́пость, / сла́ва венча́вшему тя, // сла́ва просла́вльшему тя с новому́ченики Росси́йскими.» |
| Преподобномученицы и Преподобноисповедницы Российской XX века, глас 5:    | «Христа́ Господа́ Иису́са ве́рная учени́це, / Це́ркве Росси́йския избра́нная а́гнице, / преподо́бная страстоте́рпице (имярек), / ле́гкое и́го и я́звы Госпо́дни любо́вию нося́щи, / ле́ствицею муче́ний / к Не́му, я́ко Небе́сному Жениху́, востекла́ еси́, / Его́же моли́ сохрани́ти в благоче́стии лю́ди Росси́йския // и спасти́ ду́ши на́ша.» |
| Исповедника, Священноисповедника и Преподобноисповедника, глас 8-й:       | «Пpавосла́вия наста́вниче,/ благоче́стия учи́телю и чистоты́,/ вселе́нныя свети́льниче,/ аpхиеpе́ев богодухнове́нное удобpе́ние, (имяpек) пpему́дpе,/ уче́ньми твои́ми вся пpосвети́л еси́,/ цевни́це духо́вная. Моли́ Хpиста́ Бо́га// спасти́ся душа́м на́шим.» |
| Исповедника Российского XX века, глас 4                                   | «Страда́ния за Христа́ претерпе́в, / ве́ру правосла́вную сохрани́л еси́, / и терпе́нием гони́тели Це́ркве Ру́сския посрами́в, / благоче́стно в зако́не Госпо́дни пожи́л еси́, / испове́дниче сла́вне (имярек), / Престо́лу Бо́жию предстоя́, // моли́ спасти́ся душа́м на́шим.» |
| Священноисповедника Российского XX века, глас 2:                          | «Священноиспове́дниче о́тче (имярек), / во дни гоне́ний безбо́жных на Це́рковь Ру́скую / поноше́ния, заточе́ние, изгна́ние и го́рькия рабо́ты / Христа́ ра́ди претерпе́л еси́, / и ничто́же разлучи́ тя от любве́ Бо́жия. / Та́же благоче́стно в ми́ре пожи́в, / свиде́тельствовал еси́ Го́спода Иису́са Христа́, // Его́же моли́ спасти́ся душа́м на́шим.» |
| Преподобноисповедника Российского XX века, глас 2:                        | «Преподобнеиспове́дниче о́тче (имярек), / во дни гоне́ний безбо́жных на Це́рковь Ру́скую / поноше́ния, заточе́ние, изгна́ние и го́рькия рабо́ты / Христа́ ра́ди претерпе́л еси́, / и ничто́же разлучи́ тя от любве́ Бо́жия. / Та́же благоче́стно в ми́ре пожи́в, / свиде́тельствовал еси́ Го́спода Иису́са Христа́, // Его́же моли́ спасти́ся душа́м на́шим.» |
| Преподобного, глас 8:                                                     | «Сле́з твои́х тече́ньми пусты́ни безпло́дное возде́лал еси́,/ и и́же из глубины́ воздыха́ньми во сто трудо́в уплодоноси́л еси́,/ и был еси́ свети́льник вселе́нней,/ сия́я чудесы́, (имярек) о́тче наш,// моли́ Христа́ Бо́га, спасти́ся душа́м на́шим.» |
| Преподобной, глас 8:                                                      | «В тебе́, ма́ти, изве́стно спасе́ся е́же по о́бразу:/ прии́мши бо крест, после́довала еси́ Христу́,/ и де́ющи учи́ла еси́ презира́ти у́бо плоть, прехо́дит бо,/ прилежа́ти же о души́, ве́щи безсме́ртней.// Те́мже и со А́нгелы сра́дуется, преподо́бная (имярек), дух твой.» |
| Преподобных жен, глас 2:                                                  | «И́стинному жела́нию уневе́стившеся Христосла́внии,/ и вре́меннаго обру́чника отве́ргшеся совокупле́ния,/ и доброде́тельными по́двиги возра́стше,/ на высоту́ востеко́сте нетле́ния,/ красноду́шнии и многобога́тнии,/ столпи́ иноку́ющим жена́м и пра́вило./ Те́мже о нас моли́те непреста́нно,// и́же любо́вию ва́шу па́мять пра́зднующих.» |
| Безсребреников, глас 8:                                                   | «Святи́и безсре́бреницы и чудотво́рцы,/ посети́те не́мощи на́ша:// ту́не прия́сте, ту́не дади́те нам.» |
| Христа ради юродивого, глас 1-й:                                          | «Глас апо́стола Твоего́ Па́вла услы́шав глаго́лющ:/ мы юро́ди Христа́ ра́ди,/ раб Твой, Христе́ Бо́же, (имярек)/ юро́д бысть на земли́ Тебе́ ра́ди:/ те́мже па́мять его́ почита́юще,\ Тебе́ мо́лим Го́споди, спаси́ ду́ши на́ша.» |
| Тропарь всем святым                                                       | Тропарь, глас 4: «Бо́же оте́ц на́ших,/ творя́й при́сно с на́ми по Твое́й кро́тости,/ не отста́ви ми́лость Твою́ от нас,/ но моли́твами их// в ми́ре упра́ви живо́т наш.» Ин тропарь, глас 2: «Апо́столи му́ченицы и проро́цы,/ святи́телие, преподо́бнии и пра́веднии,/ до́бре по́двиг соверши́вшии и ве́ру соблю́дшии,/ дерзнове́ние иму́ще ко Спа́су,/ о нас Того́, я́ко бла́га, моли́те,// мо́лимся, спасти́ся душа́м на́шим.» Ин тропарь, глас 4: «И́же во всем ми́ре му́ченик Твои́х,/ я́ко багряни́цею и ви́ссом,/ кровьми́ Це́рковь Твоя́ украси́вшися,/ те́ми вопие́м Ти, Христе́ Бо́же:/ лю́дем Твои́м щедро́ты Твоя́ низпосли́,/ мир жи́тельству Твоему́ да́руй// и душа́м на́шим ве́лию ми́лость.» |

В греческих церквах тропарь отпустительный именуется ἀπολυτίκιον.
Некоторые из отпустительных тропарей используются как Тропарь дня седмицы. Этот тропарь поётся с кондаком на Литургии в будние дни:
| День седмицы    | Память                       | Тропарь                                                                                            | Праздник, из которого взят тропарь                         |  |
| --------------- | ---------------------------- | -------------------------------------------------------------------------------------------------- | ---------------------------------------------------------- |  |
| Понедельник     | Небесных чинов бесплотных    | глас 4-й: «Небе́сных во́инств Архистрати́зи…»                                                         | Собор архистратига Михаила 8 (21) ноября                   |  |
| Вторник         | Крестителя и Предтечи Иоанна | глас 2-й: «Па́мять пра́веднаго с похвала́ми…»                                                         | Усекновение главы Иоанна Предтечи 29 августа (11 сентября) |  |
| Среда и пятница | Креста Христова              | глас 1-й: «Спаси́, Го́споди, лю́ди Твоя́ и благослови́ достоя́ние Твое…»                                 | Воздвижение Креста Господня 14 (27) сентября               |  |
| Четверг         | апостолов                    | глас 3-й: «Апо́столи святи́и, моли́те Ми́лостиваго Бо́га, да прегреше́ний оставле́ние пода́ст душа́м на́шим» | Собор семидесяти апостолов 4 (17) января                   |  |
| Четверг         | и святителя Николая          | глас 4-й: «Пра́вило ве́ры и о́браз кро́тости, воздержа́ния учи́теля…»                                    | Празднование Николая Чудотворца 6 (19) декабря             |  |
| Суббота         | всех святым                  | глас 2-й: «Апо́столи, му́ченицы и проро́цы, святи́телие, преподо́бнии и пра́веднии…»                     | Субботы второй, третьей и четвёртой седмиц Великого поста  |  |
| Суббота         | и умерших                    | глас 2-й: «Помяни́, Го́споди, яко Благ, рабы́ Твоя́…»                                                  | Субботы второй, третьей и четвёртой седмиц Великого поста  |  |

### Тропарь часа
При совершении аллилуйных богослужений в будничные дни многодневных постов, на всех часах, вместо отпустительного тропаря, особым образом исполняется неизменяемый тропарь часа:
- Священник из алтаря через северную диаконскую дверь выходит на солею, → и на амвоне поёт этот тропарь, → а по его окончании делает земной поклон вместе со всеми прихожанами храма, → певчие хора повторяют пение тропаря во время совершения земных поклонов, → затем священник поёт первый стих, полагающийся к этому тропарю, → и второй поклон, → певчие повторяют тропарь, → священник второй стих, → третий поклон, → клирос третий раз поёт тропарь этого часа, → священник возглашает: «Слава Отцу и Сыну и Святому Духу», → и уходит с амвона через южную диаконскую дверь в алтарь, → чтец отвечает священнику: «И ныне и присно и во веки веков. Аминь» и читает Богородичен этого часа и далее → оставшееся последование часа.

| Час | Тропарь | 1-й стих                                                                    | 2-й стих                                                                |
| --- | --- | --------------------------------------------------------------------------- | ----------------------------------------------------------------------- |
| 1-й | глас 6-й: «Зау́тра услы́ши глас мой, Царю́ мой и Бо́же мой» | «Глаго́лы моя́ внуши́, Го́споди, разуме́й зва́ние мое́»                            | «Я́ко к Тебе́ помолю́ся, Го́споди»                                          |
| 3-й | глас 6-й: «Го́споди, И́же Пресвята́го Твоего́ Ду́ха/ в тре́тий час апо́столом Твои́м низпосла́вый,/ Того́, Благи́й, не отыми́ от нас,// но обнови́ нас, моля́щих Ти ся»          | «Се́рдце чи́сто сози́жди во мне, Бо́же, и дух прав обнови́ во утро́бе моей»       | «Не отве́ржи мене́ от лица́ Твоего́ и Ду́ха Твоего́ Свята́го не отыми́ от мене́» |
| 6-й | глас 2-й: «И́же в шесты́й день же и час,/ на Кресте́ пригвожде́й/ в раи́ дерзнове́нный Ада́мов грех,/ и согреше́ний на́ших рукописа́ние раздери́,// Христе́ Бо́же, и спаси́ нас» | «Внуши́, Бо́же, моли́тву мою́, и не пре́зри моле́ния моего́»                       | «Аз к Бо́гу воззва́х, и Госпо́дь услы́ша мя»                                |
| 9-й | глас 8-й: «И́же в девя́тый час/ нас ра́ди пло́тию смерть вкуси́вый,/ умертви́ пло́ти на́шея мудрова́ние,// Христе́ Бо́же, и спаси́ нас»                                        | «Да прибли́жится моли́тва моя́ пред Тя, Го́споди, по словеси́ Твоему́ вразуми́ мя» | «Да вни́дет проше́ние мое́ пред Тя, Го́споди, по словеси́ Твоему́ изба́ви мя»  |

### Тропари по непоро́чных
Поются с припевами (из Пс. 118:12):
Благослове́н еси́ Го́споди, / научи́ мя оправда́нием Твои́м.
Субботние тропари «Святы́х ли́к обре́те исто́чник жи́зни, и две́рь ра́йскую:..» по непорочных используются на погребении, а воскресные «А́нгельский собо́р удиви́ся,..» — на полиелее в Неделю. Несмотря на то, что, и субботние, и воскресные тропари по непорочных предписано петь 5-м гласом, музыкальные напевы их совершенно разные.
В распространённом, но не уставном, «Чине погребения Пресвятыя Богородицы», обычно совершаемом на третий день после Успения Пресвятой Богородицы, используются аналогичные тропари по непорочных с припевами:
Благослове́нная Влады́чице, / просвети́ мя све́том Сы́на Твоего́.

### Тропарь пророчества
- Особое молитвословие на 6-м великопостном часе. Имеет свой глас, но обычно читается, причём дважды. После этого возглашается прокимен со стихом, читается паремия, а за ней ещё один прокимен со стихом.
- Песнопение, исполняемое после третьей и шестой паремий в навечерие Рождества Христова и Богоявления. Во время его пения отверзаются царские врата. Чтец читает почти весь тропарь пророчества, но окончание его допевает особым напевом. Это окончание многократно по очереди повторяют певчие на клиросе и духовенство в алтаре, пока чтец читает стихи к этому тропарю пророчества:

|                | Рождество Христово | Богоявление |
| -------------- | --- | --- |
| по 3-й паремии | глас 6: «Та́йно роди́лся еси́ в верте́пе,/ но Не́бо Тя всем пропове́да,/ я́коже уста́, звезду́ предлага́я, Спа́се,/ и волхвы́ Ти приведе́, ве́рою покланя́ющияся Тебе́;// — с ни́миже поми́луй нас.»                                  | глас 5: «Яви́лся еси́ в ми́ре, И́же мир Сотвори́вый,/ да просвети́ши во тьме седя́щия,// — Человеколю́бче, сла́ва Тебе́.»                                                |
| по 6-й паремии | глас 6: «Возсия́л еси́, Христе́, от Де́вы, разу́мное Со́лнце Пра́вды,/ и звезда́ Тя показа́ в верте́пе, вмеща́ющася Невмести́маго./ Волхвы́ наста́вил еси́ на поклоне́ние Твое́,/ с ни́миже Тя велича́ем:// — Жизнода́вче, сла́ва Тебе́.» | глас 6: «Гре́шником и мытаре́м/ за мно́жество ми́лости Твоея́/ яви́лся еси́, Спа́се наш. Где бо име́л бы свет Твой возсия́ти,// — то́кмо на седя́щия во тьме? Сла́ва Тебе́.» |

В Страстну́ю субботу похожим образом к многочисленным стихам поются припевы после 6-й паремии:
Сла́вно бо просла́вися.
и после 15-й паремии:
Го́спода по́йте и превозноси́те Его́ во ве́ки.
Го́спода да пое́т и превозно́сит Его́ во ве́ки.
Пою́ще и превознося́ще во вся ве́ки.
Однако здесь нет типичного тропаря пророчества.

### Тропари песен канона
Тропари в каноне — созависимые песнопения. В каждой из девяти песен канона, следующие за ирмосом, и повторяющие его мелодико-ритмическую модель обычно 2-4 строфы называются тропарями канона. Поэтому тропари канона положено петь не на тропарный глас отпустительных тропарей, а на особый ирмосной, который иногда совпадает со стихирным. Каждый тропарь канона должен прикрепляться к строго определённому припеву-стиху из очередной Библейской песни. В современной приходской практике Русской православной церкви Библейские стихи заменяются упрощёнными припевами молебнов.
Тропарь мог служить моделью (образцом), называясь в этом случае ирмосом. По мелодической формуле тропаря строились икосы (в некоторых кондаках и в акафистах), то есть строфы, единообразные по числу и порядку ударных и безударных слогов во взаимно соответствующих стихах.

### Тропари Троичны
В начале утрени аллилуйного богослужения, которое совершается в будничные дни многодневных постов, вместо рядового отпустительного тропаря исполняются тропари Троичны (троичные)  по текущему гласу Октоиха. Название "Троичны" (Троичные) указывает на их содержание: о Боге в Троице. Начало этих тропарей произносит чтец, а окончание допевает клирос. При этом окончание первого тропаря меняется в зависимости от дня седмицы. Тропари Троичны находятся в приложениях Октоиха, в приложениях Триоди постной, в Типиконе глава 58, в Ирмологии и в современных певческих пособиях.